# Microsoft Systems Management Server
Microsoft Configuration Manager (MCM) は、Windowsベースの多数のシステム群を管理するためにマイクロソフトが開発したシステム管理ソフトウェア製品である。旧称は、Microsoft Systems Management Server (SMS)、Microsoft System Center Configuration Manager (SCCM)、Microsoft Endpoint Configuration Manager (MECM)。

MCM は、遠隔制御、パッチ管理、ソフトウェアデプロイメント、ハードウェア/ソフトウェアの資産管理などを行う。オプション機能としてオペレーティングシステム (OS) の配備があり、SMS 2003 OS Deployment Feature Packを必要とする。
当初 (1.x のころ)、管理の範囲を NTドメインに限定していたが、その後、複数のサブネットからなるグループを管理できるようになった。さらに、SMS 2003 以降は、1つまたは複数の Active Directory にまたがる範囲を管理できるようになっている。
SMS 2.x と SMS 2003の主な違いは、Advanced Client の導入である。Advanced Client は、より広範囲の基盤である Management Point と通信する。Management Point は、最大25,000台の Advanced Client を管理可能である。
Advanced Client が導入された背景には、ノートパソコンの管理という問題があった。企業内でノートパソコンは、さまざまな位置からネットワークに接続可能であり、どこから接続しても企業内の同じサーバからコンテンツをダウンロードするのは問題があった。Advanced Client を用いると、位置を変更するとそれに伴ってダウンロード元を変更でき、結果として企業内WANの回線容量を節約できる。

## バージョン履歴
- Systems Management Server 1.0 (1994年)
- Systems Management Server 1.1 (1995年)
- Systems Management Server 1.2 (1996年)
- Systems Management Server 2.0 (1999年)
- Systems Management Server 2003
- System Center Configuration Manager 2007
- System Center Configuration Manager 2012
- System Center Configuration Manager 1511
- System Center Configuration Manager 1602
- System Center Configuration Manager 1606
- System Center Configuration Manager 1610
- System Center Configuration Manager 1702
- System Center Configuration Manager 1706
- System Center Configuration Manager 1710
- System Center Configuration Manager 1802
- System Center Configuration Manager 1806
- System Center Configuration Manager 1810
- System Center Configuration Manager 1902
- System Center Configuration Manager 1906
- Configuration Manager 1910
- Configuration Manager 2002
- Configuration Manager 2006
- Configuration Manager 2010
- Configuration Manager 2103
- Configuration Manager 2107
- Configuration Manager 2111
- Configuration Manager 2203
- Configuration Manager 2207